# Mugain
Mugain ['muɣinʼ], auch Mumain, mit dem Beinamen Aitenchaithrech („Ginster-Schamhaar“) ist der Name einer weiblichen Sagenfigur aus der keltischen Mythologie Irlands, die im Ulster-Zyklus genannt wird. Sie ist die Gattin des Ulster-Königs Conchobar mac Nessa, die Tochter des Hochkönigs Eochaid Fedlech und die Schwester der Königin Medb von Connacht.
Als nach einem siegreich bestandenen Kampf, von dem in der Vorgeschichte der Táin Bó Cuailnge („Der Rinderraub von Cooley“), nämlich den „Jugendtaten Cú Chulainns“ (Macgnímrada Con Culainn), der jugendliche Held Cú Chulainn in unkontrollierter Raserei zur Königsburg zurückkommt und alle Ulter fürchten, von ihm massakriert zu werden, findet Mugains Gatte eine Lösung. Er fordert die Königin und alle Frauen auf, dem Tobenden mit entblößter Scham und nackten Brüsten entgegenzugehen. Der Jüngling versteckt daraufhin sein Gesicht schamvoll in den Händen und kann überwältigt und mit kaltem Wasser beruhigt werden.
Sogleich ergriffen ihn die Männer von Emain und warfen ihn in ein Fass voll kalten Wassers. Dieses Fass zerbarst um ihn herum. Das zweite Fass, in das er geworfen wurde, kochte über in faustgroßen Blasen. Das dritte Fass, in das er dann kam, erwärmte er so, dass Hitze und Kälte gleichmäßig waren.
Dann stieg er heraus und Mugain, die Königin, brachte ihm einen blauen Mantel mit silberner Spange und einen Leibrock mit Kapuze.